# Daniel Guiraud
Pour les articles homonymes, voir Guiraud.
Daniel Guiraud, né le 3 mai 1958 à Nîmes (Gard), est un homme politique français.
Membre du Parti socialiste, il est premier vice-président du conseil départemental de la Seine-Saint-Denis (chargé des finances) depuis 2012 et vice-président de la Métropole du Grand Paris (chargé de la transition écologique et des questions énergétiques) depuis 2016.

## Biographie
Fils d'une institutrice et d'un viticulteur, il est marié avec Joelle Guiraud et père de trois enfants (dont David, porte-parole et député de La France insoumise), il est diplômé d’études supérieures spécialisées en droit public et en sciences politiques à l'Institut d'études politiques d'Aix-en-Provence. Passionné de football, il supporte le Nîmes Olympique et assiste à de nombreuses rencontres au Stade Jean-Bouin dans sa jeunesse. Il a exercé les fonctions d'attaché parlementaire, de chargé de mission au conseil général du 93, de conseiller technique au ministère de la Jeunesse et des Sports et au ministère délégué à la Ville.
Il est élu maire des Lilas en mars 2001 en battant la liste de droite sortante puis réélu dès le premier tour en 2008 et 2014. En mars 2004, il est élu conseiller général du canton des Lilas ; il est élu président du groupe des élus socialistes. Lors de l'élection de Stéphane Troussel à la présidence du conseil général en septembre 2012, Daniel Guiraud devient premier vice-président. Lors des élections départementales de 2015, il est élu dans le canton de Bagnolet et premier vice-président du conseil départemental chargé des finances et de l'administration générale.
Dans les années 2000 et 2010, il préside l'association des maires pour le prolongement de la ligne 11 du métro visant à obtenir son extension jusqu'à Rosny-sous-Bois,.
Entre le 13 décembre 2013 et le 19 décembre 2014, il préside le syndicat mixte d'études Paris Métropole,. Un temps contesté après les succès de la droite aux municipales de 2014 en Île-de-France, il obtient cependant que Paris métropole participe à la mission de préfiguration de la Métropole du Grand Paris, puis il est l'un des artisans du compromis sur l'évolution des lois MAPAM et NOTRe, concernant le nouvel équilibre entre la Métropole du Grand Paris et les conseils de territoire. Il est élu le 21 janvier 2016 vice-président de la métropole du Grand Paris, délégué à la transition écologique, à la qualité de l’air et au développement des réseaux énergétiques.
Il parraine la candidature de Benoît Hamon pour l'élection présidentielle de 2017 et celle de Anne Hidalgo en 2022.
Il est candidat aux élections législatives en juin 2017 dans la 9e circonscription (Le Pré-Saint-Gervais, Les Lilas, Romainville, Noisy-le-Sec, Bondy nord-ouest), dont le député sortant est Claude Bartolone. Avec 16,11 % des suffrages exprimés, il arrive en 3e position et ne se qualifie pas pour le second tour.
Il est à nouveau candidat aux élections départementales de juin 2021 avec l'écologiste Élodie Girardet, au cours desquelles il obtient 51 % des suffrages dès le premier tour sur le canton de Bagnolet, devançant notamment le duo Raquel Garrido-Tony Laïdi (25,6 %). Désigné par le PS dans la 9e circonscription aux élections législatives de 2022, il se retire en vertu de l'accord de la Nouvelle Union populaire écologique et sociale.
En 2024, lors des élections européennes, Daniel Guiraud figure sur la liste d'alliance entre le Parti socialiste et Place Publique menée par Raphaël Glucksmann, à la 15e place.